# Halicampus punctatus
Halicampus punctatus är en fiskart som först beskrevs av Toshiji Kamohara 1952.  Halicampus punctatus ingår i släktet Halicampus och familjen kantnålsfiskar. Inga underarter finns listade i Catalogue of Life.